# Reggimento "Desportes"
Il Reggimento Desportes, denominato ufficialmente Reggimento misto di fanteria straniera al servizio di sua maestà il re di Sardegna, fu una unità di fanteria dell'esercito sabaudo, avente piena attività tra il 1703 e il 1739 circa.

## Storia
Il 27 ottobre 1703 il duca Vittorio Amedeo II stipulò un contratto con il colonnello Lodovic De Portes ("Desportes") affinché provvedesse alla creazione e al mantenimento di un reggimento di fanteria composto da stranieri, prevalentemente: prigionieri francesi, rifugiati ugonotti, olandesi, inglesi ed esuli irlandesi, che, militanti tra le file dell'Armeè Royale francese, avessero disertato o fossero stati catturati come prigionieri (i cosiddetti "Wild Geese" o "Oche selvatiche"). Il reggimento aveva una forza di due battaglioni di 600 uomini ciascuno, divisi su quindici compagnie di fucilieri ed una di granatieri.
Tra il 1703 ed il 1739 il reggimento partecipò agli scontri della guerra di successione spagnola (1701-1713) contro i francesi, tra cui la difesa di Chivasso (1705), la battaglia di Torino (1706), l'assedio di Fenestrelle (1708). Partecipò inoltre alle battaglie della guerra di successione polacca (1733-1738) al fianco dei francesi, tra cui, nel 1734, l'assedio di Tortona, la battaglia di Parma e la battaglia di Guastalla. Nel 1735 durante la Campagna di Lombardia si lanciò lungo la valle dell'Adige all'inseguimento degli austriaci. Nel settembre di quell'anno, raggiunse l'esercito piemontese sulla sponda ovest del Lago di Garda, a supporto dell'azione francese sulla sponda est.
Nel 1739 alla morte del colonnello Desportes, il comando passò al colonnello Pierre Audibert e, secondo l'usanza dell'epoca, il reggimento prese il nome di Reggimento di fanteria mista straniera Audibert. Partecipò quindi alla guerra di successione austriaca (1740-1748). Nel 1742 il primo battaglione dell'Audibert si trovava impegnato in operazioni di guerra nella pianura del Po. In settembre entrambi i battaglioni marciarono verso le Alpi; il primo si accampò a Novalesa mentre il secondo era di guarnigione a Fenestrelle per poter difendere la Savoia, se fosse stata invasa dall'esercito spagnolo. Nel gennaio del 1743, dopo la campagna condotta in Savoia il reggimento fece ritorno in Piemonte. Nell'estate di quell'anno fu inviato in Val Varaita. Appostato sopra il villaggio di Chateau, Audibert respinse l'offensiva spagnola scatenata in autunno. Per tutto il 1744 la Val Varaita fu il centro di sanguinosi scontri. Il primo battaglione dell'Audibert combatté in difesa di Monte Cavallo. Successivamente il reggimento fu aggregato all'esercito sardo, impegnato nella rottura dell'assedio di Cuneo. Nell'autunno del 1744 partecipò al completo dei suoi battaglioni alla battaglia di Madonna dell'Olmo schierati nel centro, nella seconda linea. Nel 1745 combatte nella battaglia di Bassignana dove è schierato nella destra della linea sarda, difendendo la pianura prima del paese di Pietramarazzi. Nell'aprile del 1746 un nuovo colonnello assunse il comando, Jean du Monfort de Varache, di conseguenza il reggimento cambiò nome diventando Monfort. I due battaglioni si separarono: il primo partecipò alle operazioni sul Mediterraneo, in particolare all'offensiva in Provenza (1746 - 1747). Mentre le operazioni sul fronte ligure, si concentravano intorno alle mura di Genova, un'offensiva francese venne lanciata in Val di Susa. Immediatamente i due battaglioni dovettero marciare alla volta delle Alpi. Il primo battaglione si posizionò presso le Fattières e i valichi della zona in modo da supportare le unità piemontesi trincerate al Colle dell'Assietta. Alla fine della guerra, nel 1752 il Monfort stipulò un nuovo contratto e la possibilità di arruolare truppe italiane oltre che straniere. Tant'è che nel 1769 non c'erano più soldati di fede protestante. Nello stesso anno ne assunse il comando il colonnello Eugene Alexander de Sury e di conseguenza il nome del reggimento divenne Sury".
Il reggimento ha proseguito la sua storia arrivando fino ai giorni nostri continuando la sua evoluzione: nel 1774 entrò a far parte del Chiablese, nel 1796 divenne l’Alessandria Nazionale, nel 1814 l’Alessandria, nel 1821 l’Acqui, nel 1831 il 1º reggimento Acqui ed infine, nome che conserva ancora tutt’oggi, divenne la 17ª Divisione Acqui nel 1839. Quest’ultima è famosa per essere stata vittima, durante il secondo conflitto mondiale, della strage di Cefalonia attuata dai tedeschi contro le truppe italiane, che dopo l’8 settembre del 1943 rifiutarono di arrendersi all’ex-alleato diventato nemico, fino a giungere a diventare il 17º Reggimento addestramento volontari "Acqui", che fu vittima dell'eccidio di Cefalonia nel 1943 ed è tuttora esistente nell'Esercito Italiano.